# Biblioteca Nacional de Turquía
La Biblioteca Nacional de Turquía (Millî Kütüphane, en turco) está situada en Ankara, capital de Turquía, y fue fundada el 15 de abril de 1946. Posee una rica colección de casi tres millones de documentos, de los que casi un millón trescientos mil son libros, y más de 25.000 son manuscritos. El edificio principal de la biblioteca fue terminado en 1982.